# Haatzaaien

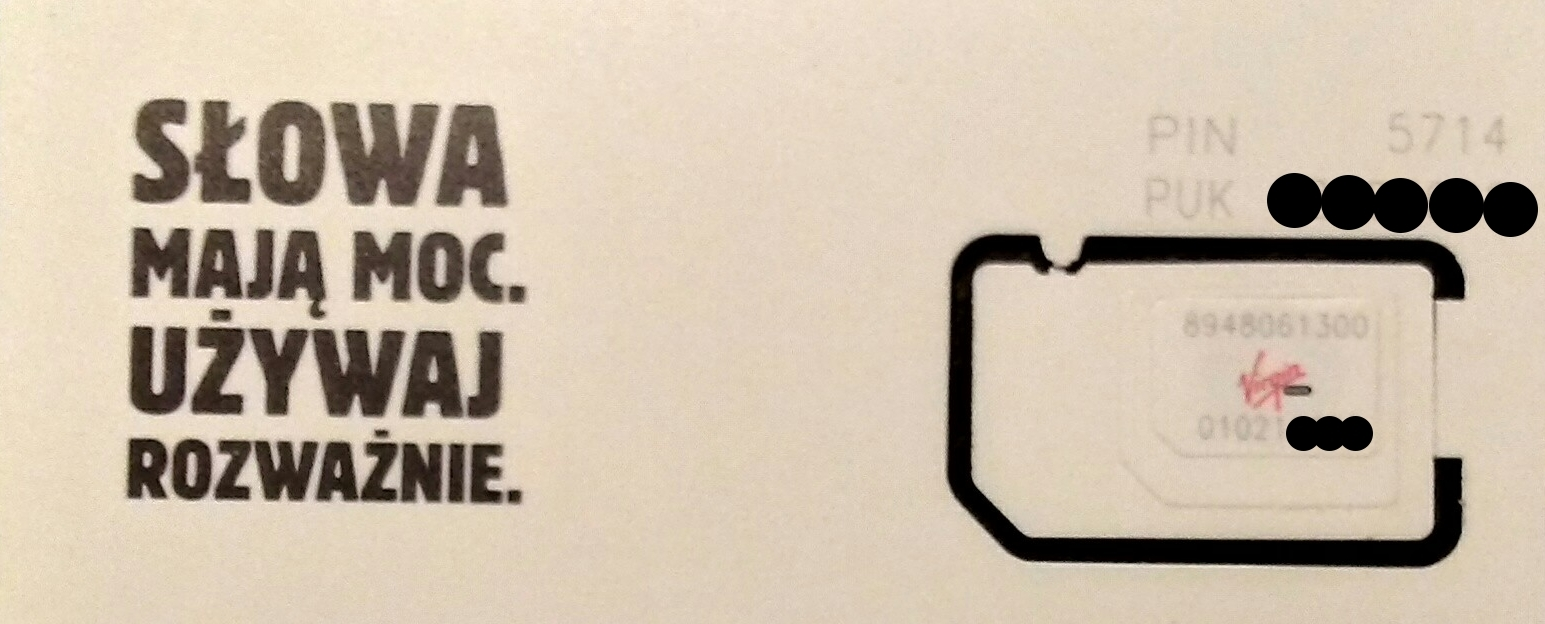
Simkaart in Polen met de slogan van de campagne tegen haatzaaien "Woorden hebben macht, gebruik ze verstandig"

Met haatzaaien of aanzetten tot haat wordt doorgaans bedoeld het oproepen tot haat of onverdraagzaamheid jegens een individu of groepering, bijvoorbeeld op basis van ras, huidskleur, afkomst of nationale of etnische afstamming. Het Internationaal Verdrag inzake de uitbanning van alle vormen van rassendiscriminatie verplicht staten onder andere om het verspreiden van denkbeelden die zijn gegrond op rassuperioriteit of rassenhaat strafbaar te verklaren. In diverse rechtsstelsels is het aanzetten tot haat strafbaar gesteld. In landen waar dit het geval is, wordt deze strafbaarstelling opgevat als uitzondering op de vrijheid van meningsuiting, een vrijheid die daar niet absoluut is. In de Verenigde Staten daarentegen wordt de grondwettelijke (eerste amendement) vrijheid van meningsuiting veel ruimer opgevat en zijn er weinig strafbaarstellingen van hate speech.

## België
Aanzetten tot haat is in België strafbaar gesteld door de Wet van 10 mei 2007 ter bestrijding van bepaalde vormen van discriminatie (Antidiscriminatiewet). Op basis van artikel 22 Antidiscriminatiewet in combinatie met artikel 444 van het Strafwetboek. Artikel 453bis Strafwetboek biedt ook de mogelijkheid om een hogere straf op te leggen wanneer 'een van de drijfveren van het wanbedrijf bestaat in de haat tegen [...] een persoon wegens diens zogenaamd ras, zijn huidskleur, zijn afkomst, zijn nationale of etnische afstamming, zijn nationaliteit, zijn geslacht, zijn seksuele geaardheid, zijn burgerlijke staat, zijn geboorte, zijn leeftijd, zijn fortuin, zijn geloof of levensbeschouwing, zijn huidige of toekomstige gezondheidstoestand, een handicap, zijn taal, zijn politieke overtuiging, zijn syndicale overtuiging, een fysieke of genetische eigenschap of zijn sociale afkomst.'

## Nederland
Aanzetten tot haat (en geweld) is in Nederland strafbaar gesteld in artikel 137d van het Wetboek van Strafrecht:

1. Hij die in het openbaar, mondeling of bij geschrift of afbeelding, aanzet tot haat tegen of discriminatie van mensen of gewelddadig optreden tegen persoon of goed van mensen wegens hun ras, hun godsdienst of levensovertuiging, hun geslacht, hun hetero- of homoseksuele gerichtheid of hun lichamelijke, psychische of verstandelijke handicap, wordt gestraft met gevangenisstraf van ten hoogste een jaar of geldboete van de derde categorie.
2. Indien het feit wordt gepleegd door een persoon die daarvan een beroep of gewoonte maakt of door twee of meer verenigde personen wordt gevangenisstraf van ten hoogste twee jaren of geldboete van de vierde categorie opgelegd.

In artikel 137e Sr is het verspreidingsdelict opgenomen die het (kort gezegd) verbiedt om uitingen te openbaren, of aan een ander toe te zenden, die aanzetten tot haat. Aanzetten tot haat wordt in het Nederlandse strafrecht onderscheiden van de in artikel 137c Sr vervatte groepsbelediging en andere vormen van strafbare belediging, zoals smaad en laster.

### Verschil met belediging
De wetgever heeft niet duidelijk gemaakt wat er met de term "haat" precies wordt bedoeld. Het begrip is afkomstig uit artikel 4 van het Internationaal Verdrag inzake de uitbanning van alle vormen van rassendiscriminatie, waar 'rassenhaat' in één adem met 'rassendiscriminatie' wordt genoemd. De advocaat-generaal in de Eerste zaak-Geert Wilders concludeert dat er 'een intrinsiek conflictueuze tweedeling' dient te worden geschetst tussen de ene groep en de samenleving. Het Gerechtshof Amsterdam lijkt deze interpretatie ook in zijn beschikking te hanteren. Ook in rechtszaak voor de Rechtbank Amsterdam stelden de officieren van justitie zich op dit standpunt. De rechtbank ging hierin mee, maar merkte op dat de wettekst niet dwingt 'tot de vaststelling van een intrinsiek conflictueuze tweedeling om te kunnen spreken van aanzetten tot haat.' Daarom is de rechtbank van mening dat er sprake dient te zijn van een 'krachtversterkend element' die de rechtbank kenschetst als 'een extreme emotie, van diepe afkeer en vijandigheid'. Het verschil met (groeps)belediging ligt erin dat er bij belediging slechts sprake hoeft te zijn van een krenking van iemands eer of goede naam. Daarnaast insinueert het woord 'mensen' in de delictsomschrijving dat van aanzetten tot haat alleen sprake is indien dit gericht is tegen een groep van personen en niet als de krenking slechts tegen één persoon is gericht.
In een inventariserende studie van het Wetenschappelijk Onderzoek- en Documentatiecentrum werd het verschil tussen beledigende en haatzaaiende uitlatingen als volgt omschreven: "Beledigende uitlatingen hebben een andere logica dan haatzaaiende uitlatingen. De belediging is in eerste instantie afgestemd op het neerhalen van de status van de opponent (zijn of haar goede naam, reputatie, rang of stand). In het geval van haatzaaien daarentegen is niet de status van de tegenstrever in het geding, maar zijn bestaansrecht […] [De tegenpartij] is niet alleen ‘minder’ of ‘onder’ maar verdient überhaupt geen respect. […] Hoewel de belediging ook intimiderende aspecten heeft, blijft het ‘medemenselijke’ doorgaans buiten de woordenstrijd."

## Duitsland
In Duitsland is een vergelijkbare strafbaarstelling als Volksverhetzung opgenomen in paragraaf 130 van het Strafgesetzbuch, namelijk: 
§130: Degene die op een manier die de openbare orde zou kunnen verstoren,
1. tegen een nationale, raciale, religieuze of door hun etniciteit bepaalde groep, tegen delen van de bevolking, of tegen een persoon omdat hij behoort tot een van de voornoemde groepen of tot een deel van de bevolking aanzet tot haat, oproept tot geweld of willekeurige maatregelen of;
2. de menselijke waardigheid van anderen aanvalt doordat hij een van de voornoemde groepen, delen van de bevolking of een individu wegens zijn behoren tot een van de voormelde groepen of tot een deel van de bevolking uitscheldt, kwaadwillend aan de verachting van anderen blootstelt of belastert,

wordt met een gevangenisstraf van drie maanden tot vijf jaren bestraft.

## Online haatzaaien
Sedert de opkomst van de sociale netwerken is ook het online haatzaaien (bijvoorbeeld door middel van een haatpagina) een problematisch fenomeen. Verschillende online-platformen zoals Facebook, Twitter of het Duitse Funk hebben daarom software en specifieke teams van medewerkers om online haatboodschappen op te sporen. In 2016 sloot de Europese Commissie met Facebook, Twitter, YouTube en Microsoft een gedragscode af om de verspreiding van haatboodschappen op het internet tegen te gaan, maar Europese regelgeving zat er in 2018 nog niet aan te komen. De bestrijding van online haatzaaien past inmiddels in het kader van de regulering van online inhoud. 
Een andere tactiek om haatzaaiende uitspraken of verkeerde informatie tegen te gaan is tegenspraak: een alternatief verhaal presenteren, in plaats van de beledigende uitspraken te censureren. Het betekent ook reageren op haatspraak met empathie en het uitdagen van de haatverhalen, in plaats van te reageren met meer haatspraak in de tegenovergestelde richting. 